# Chicago Med (3.ª temporada)
A terceira temporada da série de televisão dramática estadounidense Chicago Med foi encomendada em 10 de maio de 2017 pela NBC, estreou em 21 de novembro de 2017 e foi finalizada em 15 de maio de 2018, contando com 20 episódios. A temporada foi produzida pela Universal Television em associação com a Wolf Entertainment, com Dick Wolf como produtor executivo e Michael Brandt, Peter Jankowski, Andrew Schneider e René Balcer como produtores. A temporada foi ao ar na temporada de transmissão de 2017-18 às noites de terça-feira às 22h00, horário do leste dos EUA.
Esta é a última temporada a contar com Rachel DiPillo como Sarah Reese bem como a primeira a ter Norma Kuhling como Dra. Ava Bekker no elenco principal da série.
A terceira temporada estrela Nick Gehlfuss como Dr. Will Halstead, Yaya DaCosta como April Sexton, Torrey DeVitto como Dra. Natalie Manning, Rachel DiPillo como Sarah Reese, Colin Donnell como Dr. Connor Rhodes, Brian Tee como Dr. Ethan Choi, Marlyne Barrett como Maggie Lockwood, Norma Kuhling como Dra. Ava Bekker, S. Epatha Merkerson como Sharon Goodwin e Oliver Platt como Dr. Daniel Charles.
A temporada terminou com uma audiência média de de 10.10 milhões de telespectadores e ficou classificada em 27.º lugar na audiência total e classificada em 26.º no grupo demográfico de 18 a 49 anos.

## Elenco e personagens

### Principal
- Nick Gehlfuss como Dr. Will Halstead
- Yaya DaCosta como April Sexton
- Torrey DeVitto como Dra. Natalie Manning
- Rachel DiPillo como Sarah Reese
- Colin Donnell como Dr. Connor Rhodes
- Brian Tee como Dr. Ethan Choi
- Marlyne Barrett como Maggie Lockwood
- Norma Kuhling como Dra. Ava Bekker
- S. Epatha Merkerson como Sharon Goodwin
- Oliver Platt como Dr. Daniel Charles

### Recorrente
- Ato Essandoh como Dr. Isidore Latham
- Roland Buck III como Dr. Noah Sexton
- Mekia Cox como Dra. Robin Charles
- Eddie Jemison como Dr. Stanley Stohl
- Shay Rose Aljadeff como Dra. Leah Bardovi
- Lorena Diaz como Doris
- Mia Park como Beth Cole
- Marc Grapey como Peter Kalmick
- Peter Mark Kendall como Joey Thomas
- Brennan Brown como Dr. Sam Abrams
- Gregory Alan Williams como Bert Goodwin
- D. W. Moffett como Cornelius Rhodes
- Emma Duncan como Dra. Maia Frisch
- James Vincent Meredith como Barry Vaughn
- Arden Cho como Emily
- Michel Gill como Robert Haywood
- Malcolm McDowell como Dr. Marvin Jaffrey
- Corbin Bleu como Tommy

### Crossover
- David Eigenberg como Christopher Herrmann (De Chicago Fire)
- Kara Kilmer como Paramédica Sylvie Brett (De Chicago Fire)
- Joe Minoso como Joe Cruz (De Chicago Fire)
- Taylor Kinney como Kelly Severide (De Chicago Fire)
- Philip Winchester como Peter Stone (De Chicago Justice)
- Jesse Lee Soffer como Detetive Jay Halstead (De Chicago P.D.)
- Elias Koteas como Detetive Alvin Olinsky (De Chicago P.D.)

## Episódios
| N.º na série | N.º na temp. | Título                    | Dirigido por               | Escrito por                                                       | Exibição original       | Audiência (milhões) |
| --- | ------------ | ------------------------- | -------------------------- | ----------------------------------------------------------------- | ----------------------- | ------------------- |
| 42 | 1            | "Speak Your Truth"        | Michael Waxman             | Diane Frolov & Andrew Schneider & Stephen Hootstein & Danny Weiss | 21 de novembro de 2017  | 6.19                |
| Alguns meses depois de ter sido baleado fora do hospital, Daniel Charles se prepara para testemunhar contra o atirador. Robin Charles recebe alta de uma clínica de reabilitação, mas Rhodes se preocupa com seu comportamento em casa. Manning retorna ao trabalho após um ano sabático, onde ela e Halstead confrontam seus sentimentos um pelo outro de uma vez por todas. Enquanto isso, Choi e April tentam navegar em seu novo relacionamento enquanto o mantêm em segredo no trabalho e Bekker começa com o pé esquerdo com Rhodes quando ela rouba um de seus pacientes. |              |                           |                            |                                                                   |                         |                     |
| 43 | 2            | "Nothing to Fear"         | Charles S. Carroll         | Jeff Drayer & Joseph Sousa                                        | 28 de novembro de 2017  | 7.86                |
| O Dr. Rhodes continua a equilibrar sua vida doméstica e profissional e, quando um paciente dele é readmitido no hospital após uma cirurgia, o Dr. Latham o afasta do caso. A Dra. Manning e o Dr. Halstead tratam de uma mulher grávida, mas as coisas se complicam quando descobrem que o bebê está desnutrido e subdesenvolvido. Dra. Reese e Dr. Daniel Charles continuam a discordar sobre o tratamento do paciente, levando um paciente a cortar os pneus do carro da Dra. Reese. Enquanto isso, Maggie ameaça separar o Dr. Choi e April quando eles discordam sobre a melhor forma de cuidar de um paciente. |              |                           |                            |                                                                   |                         |                     |
| 44 | 3            | "Trust Your Gut"          | Mark Tinker                | Eli Talbert & Safura Fadavi                                       | 5 de dezembro de 2017   | 6.62                |
| Dr. Choi e Dra. Manning são forçados a entrar no drama familiar de uma paciente quando revelam que ela teve morte cerebral devido a uma queda e os pais culpam seu filho fumante de maconha como uma má influência. O Dr. Rhodes continua a lutar tanto com sua vida pessoal quanto na sala de cirurgia, fazendo com que o Dr. Latham tente reconciliar a tensão entre ele e a Dra. Bekker. Além disso, o Dr. Charles e a Dra. Reese lidam com um paciente cujo aparente comportamento psicótico se manifesta por meio de alegações de que há algo dentro dele. |              |                           |                            |                                                                   |                         |                     |
| 45 | 4            | "Naughty or Nice"         | Daisy Von Scherler Mayer   | Daniel Sinclair & Danny Weiss                                     | 12 de dezembro de 2017  | 6.20                |
| Dr. Daniel Charles descobre que seu atirador foi assassinado na prisão e tenta compensar com outro paciente. O Dr. Rhodes e a Dra. Bekker realizam uma cirurgia em um homem que, devido a uma lesão, tem o cólon e o baço no peito. A Dra. Manning e o Dr. Halstead tratam de marido e mulher, mas logo enfrentam um dilema ético quando o marido testa positivo para o vírus Zika e não quer contar à esposa. Dr. Sexton e April descobrem que trabalhar com a família nem sempre é fácil quando tratam de um paciente com leptospirose. Enquanto isso, a Dra. Robin Charles volta ao trabalho e, quando um homem vestido de Papai Noel morre na sala de espera, Goodwin enfrenta o conselho do hospital quando descobre que a família do Papai Noel está recebendo $ 16.000 em despesas médicas. |              |                           |                            |                                                                   |                         |                     |
| 46 | 5            | "Mountains and Molehills" | Michael Waxman             | Stephen Hootstein & Meridith Friedman                             | 2 de janeiro de 2018    | 6.96                |
| Dr. Choi e Goodwin discutem sobre ética quando seu paciente se recusa a fazer um teste de HIV. Enquanto isso, o Dr. Halstead e a Dra. Manning tratam um paciente que sofre de paralisia repentina, mas, mais tarde, Halstead começa a ter os mesmos sintomas e teme que possa ser uma doença contagiosa. Noah lida com a morte de seu primeiro paciente e a Dra. Reese fica cada vez mais paranoica com a segurança do hospital quando seu carro é vandalizado. Dra. Robin Charles começa a exibir sinais de cleptomania. |              |                           |                            |                                                                   |                         |                     |
| 47 | 6            | "Ties That Bind"          | Valerie Weiss              | Diane Frolov & Andrew Schneider & Gabriel L. Feinberg             | 9 de janeiro de 2018    | 6.92                |
| Dra. Robin Charles é pega furtando na loja de departamentos do pai de Connor. O Dr. Choi lida com um paciente frustrado sem nenhuma explicação médica para sua condição e pede a ajuda da Dra. Reese. No entanto, sua paranoia de condições de trabalho inseguras leva a melhor sobre ela quando ela borrifa pimenta naquele paciente, levando a Dra. Reese a ser suspensa até novo aviso, apesar do paciente a ter atacado primeiro. Maggie reclama com Goodwin sobre a falta de enfermeiras no pronto-socorro, mas depois apresenta um plano para aumentar as receitas do hospital. Dr. Halstead cuida de uma paciente que está fazendo sacrifícios drásticos para engravidar. Ao tratar uma mãe idosa, a Dra. Manning trata a filha também para apendicite, mas fica confusa quando ela afirma que já teve seu apêndice removido. Outros testes mostram que o procedimento do apêndice em sua adolescência era na verdade para amarrar suas trompas de Falópio, um segredo que sua mãe manteve dela por todos esses anos. Connor volta para casa, mas procura o Dr. Daniel Charles para contar a ele que Robin foi embora. |              |                           |                            |                                                                   |                         |                     |
| 48 | 7            | "Over Troubled Water"     | Leon Ichaso                | Jeff Drayer & Jason Cho                                           | 16 de janeiro de 2018   | 7.88                |
| O Dr. Daniel Charles é pressionado quando o Dr. Choi e a Dra. Manning discordam de sua decisão médica sobre um bebê nascido viciado em heroína; Dr. Rhodes lida com as consequências após a partida de Robin; Goodwin ajuda seu ex-marido Bert a entender o diagnóstico terminal de Lyla. |              |                           |                            |                                                                   |                         |                     |
| 49 | 8            | "Lemons and Lemonade"     | Jono Oliver                | Eli Talbert & Paul R. Puri                                        | 23 de janeiro de 2018   | 6.85                |
| O Dr. Choi lida com uma paciente que sofre de anorexia nervosa e que recusa o tratamento. Enquanto isso, a Dra. Reese retorna de sua suspensão e é imediatamente posta à prova para ajudar um paciente com transtorno bipolar. Além disso, o Dr. Halstead trata um paciente com câncer sem seguro. |              |                           |                            |                                                                   |                         |                     |
| 50 | 9            | "On Shaky Ground"         | Donald Petrie              | Joseph Sousa & Danny Weiss                                        | 6 de fevereiro de 2018  | 7.36                |
| Dr. Rhodes e Dra. Bekker são persuadidos a realizar uma cirurgia arriscada no mentor da Dra. Bekker enquanto ele ainda está consciente. Enquanto isso, o Dr. Choi e April suspeitam que seu paciente seja vítima de violência doméstica. O Dr. Halstead e a Dra. Manning são forçados a fazer o parto de um bebê prematuro. Além disso, o Dr. Daniel Charles e a Dra. Reese visitam a prisão do Condado de Cook para fazer os exames físicos dos presos. |              |                           |                            |                                                                   |                         |                     |
| 51 | 10           | "Down By Law"             | Michael Waxman             | Stephen Hootstein & Safura Fadavi                                 | 27 de fevereiro de 2018 | 7.27                |
| A Dra. Manning e o namorado de Maggie, Barry, testemunham um tiroteio e cuidam de um dos membros feridos. A vida da Dra. Manning é salva quando Barry sai e usa uma arma escondida. As consequências surgem quando a permissão de armas escondidas de Barry é inválida devido a uma identidade falsa. Enquanto isso, a Dra. Manning e o Dr. Halstead ficam horrorizados quando atendem uma paciente adolescente que está grávida e casada com um homem muito mais velho que recusa o tratamento para ela. Dra. Reese toma uma decisão imprudente com um paciente que quer ficar em um internamento psiquiátrico por causa de pensamentos homicidas. |              |                           |                            |                                                                   |                         |                     |
| 52 | 11           | "Folie à Deux"            | David Rodriguez            | Diane Frolov & Andrew Schneider                                   | 6 de março de 2018      | 7.03                |
| Dr. Choi e April atendem uma vítima de facada em seu apartamento e tentam descobrir se foi intencional ou acidental. Enquanto isso, o distante pai da Dra. Reese visita Chicago e tenta se reconectar. A Dra. Manning cuida de um paciente infantil com tosse convulsa, infectado ao entrar em contato com outra criança que não havia recebido nenhuma de suas vacinas infantis. Além disso, o relacionamento profissional do Dr. Rhodes e da Dra. Bekker é posto à prova. |              |                           |                            |                                                                   |                         |                     |
| 53 | 12           | "Born This Way"           | Lin Oeding                 | Jeff Drayer & Daniel Sinclair                                     | 20 de março de 2018     | 6.89                |
| Dra. Manning e Dr. Choi viajam para um acampamento de sem-teto para fazer o parto de um bebê de uma das moradoras adolescentes que se recusa a dar à luz em um hospital. Enquanto isso, o Dr. Halstead e April lidam com uma situação desconfortável quando descobrem que seu paciente é um pedófilo. As relações pessoais e profissionais do Dr. Rhodes e da Dra. Bekker se chocam durante o tratamento de um paciente com uma doença crônica. |              |                           |                            |                                                                   |                         |                     |
| 54 | 13           | "Best Laid Plans"         | Fred Berner                | Eli Talbert & Meridith Friedman                                   | 27 de março de 2018     | 5.81                |
| Um paciente inconsciente que não pode ser acordado é encontrado na sala de espera, confundindo o Dr. Choi sobre o que poderia ser a causa. Dr. Halstead e Dra. Manning estão em desacordo ao lidar com um paciente em estado vegetativo, pensando que sua mãe cometeu suicídio assistido, um ato criminoso em Illinois. O Dr. Daniel Charles continua avaliando o estado mental do pai da Dra. Reese enquanto Sarah começa a ser manipulada por ele. Goodwin tem que escolher a quem ela deve dar um coração disponível quando os pacientes do Dr. Rhodes e da Dra. Bekker precisam de um transplante. O Dr. Sexton deixa a idade de uma paciente na menopausa orientar mal o tratamento de seus sintomas quando ele finalmente descobre que ela está grávida e entra em trabalho de parto. Dr. Choi traz sua irmã para conhecer April em uma Quinceañera. |              |                           |                            |                                                                   |                         |                     |
| 55 | 14           | "Lock It Down"            | Salli Richardson-Whitfield | Diane Frolov & Andrew Schneider & Danny Weiss                     | 3 de abril de 2018      | 6.19                |
| Goodwin pede a ajuda do Dr. Daniel Charles e da Dra. Reese para encontrar um bebê doente que foi sequestrado dentro do hospital, forçando um bloqueio. Enquanto isso, o Dr. Choi pede a ajuda do Dr. Rhodes quando ele é forçado a realizar uma cirurgia de coração aberto em um paciente. Além disso, a Dra. Manning e o Dr. Halstead discutem o tratamento de um paciente com problemas respiratórios. Maggie toma uma decisão arriscada que pode comprometer sua carreira. |              |                           |                            |                                                                   |                         |                     |
| 56 | 15           | "Devil in Disguise"       | Michael Pressman           | Stephen Hootstein & Joseph Sousa                                  | 10 de abril de 2018     | 6.51                |
| Dr. Daniel Charles e Dra. Reese estão em desacordo ao tentar diagnosticar um paciente cuja mãe afirma que ela está possuída. Enquanto isso, o Dr. Rhodes e a Dra. Bekker têm uma diferença de opinião ao tentar salvar bebês gêmeos siameses. Maggie enfrenta o comitê disciplinar após suas ações recentes. Além disso, a irmã do Dr. Choi pede para morar com ele. |              |                           |                            |                                                                   |                         |                     |
| 57 | 16           | "An Inconvenient Truth"   | Charles Carroll            | Safura Fadavi & Meridith Friedman                                 | 17 de abril de 2018     | 6.31                |
| A Dra. Bekker começa a sentir a pressão de seu trabalho quando acidentalmente deixa um instrumento cirúrgico dentro de um paciente. Enquanto isso, a Dra. Manning e o Dr. Daniel Charles descobrem que seu jovem paciente nasceu com órgãos reprodutores masculinos e femininos. April e a Dra. Reese lutam para localizar o filho de um paciente moribundo. Além disso, o afilhado de Goodwin é internado no hospital e suspeita que ele possa ter cometido um crime. |              |                           |                            |                                                                   |                         |                     |
| 58 | 17           | "The Parent Trap"         | Jono Oliver                | Jeff Drayer                                                       | 24 de abril de 2018     | 6.15                |
| A saúde do pai distante da Dra. Reese está em risco quando seu coração começa a falhar e o Dr. Rhodes é forçado a realizar uma cirurgia de emergência. Enquanto isso, April e o Dr. Sexton suspeitam que seu paciente pode ter uma overdose acidental de fentanil. Além disso, o trabalho de Goodwin é colocado em risco quando o conselho começa a questionar suas ações. |              |                           |                            |                                                                   |                         |                     |
| 59 | 18           | "This Is Now"             | Charles Carroll            | Eli Talbert & Daniel Sinclair                                     | 1 de maio de 2018       | 5.84                |
| O hospital entra em alerta de emergência quando um tiroteio em massa em uma festa do quarteirão envia dezenas de vítimas para o pronto-socorro. Enquanto isso, a Dra. Manning se distrai quando seu filho desaparece. |              |                           |                            |                                                                   |                         |                     |
| 60 | 19           | "Crisis of Confidence"    | Martha Mitchell            | Stephen Hootstein & Danny Weiss                                   | 8 de maio de 2018       | 5.85                |
| O Dr. Rhodes enfrenta complicações quando sua paciente e seu bebê por nascer morrem após a substituição de uma válvula cardíaca, para grande consternação da Dra. Bekker. Enquanto isso, o Dr. Choi e April acreditam que sua irmã mais nova, Emily, está roubando e vendendo drogas do hospital. Dr. Daniel Charles começa a suspeitar que o pai distante da Dra. Reese, Dr. Robert Haywood, é o culpado em um caso de assassinato frio de uma década. Dra. Manning trata um jovem paciente com um caso grave de gripe. |              |                           |                            |                                                                   |                         |                     |
| 61 | 20           | "The Tipping Point"       | Michael Waxman             | Diane Frolov & Andrew Schneider                                   | 15 de maio de 2018      | 5.62                |
| O Dr. Rhodes duvida da equipe que trabalha para separar gêmeos siameses; Dr. Choi e April fazem uma descoberta surpreendente sobre sua irmã; O Dr. Daniel Charles descobre informações preocupantes sobre o pai da Dra. Reese. |              |                           |                            |                                                                   |                         |                     |

## Produção

### Casting
Depois de fazer sua estreia no final da 2ª temporada como Dra. Ava Bekker, Norma Kuhling voltou em um papel principal para a 3ª temporada. Michel Gill apareceu em vários episódios como Bob Haywood, pai distante de Reese, que é internado no hospital como paciente. Em 22 de novembro, foi anunciado que Arden Cho se juntaria ao elenco em um papel recorrente como Emily Choi, irmã adotiva de Ethan. Malcolm McDowell estrela convidada como Dr. Jaffrey, um distinto cirurgião cardíaco e mentor de Bekker.

## Recepção

### Audiência
| №  | Título                    | Exibição original       | Rating/share (18–49) | Audiência (em milhões) | DVR (18–49) | Audiência em DVR (milhões) | Total (18–49) | Audiência total (em milhões) |
| -- | ------------------------- | ----------------------- | -------------------- | ---------------------- | ----------- | -------------------------- | ------------- | ---------------------------- |
| 1  | "Speak Your Truth"        | 21 de novembro de 2017  | 1.3/5                | 6.19                   | 1.0         | 4.47                       | 2.3           | 10.66                        |
| 2  | "Nothing To Fear"         | 28 de novembro de 2017  | 1.3/5                | 7.86                   | 0.9         | 3.82                       | 2.2           | 11.68                        |
| 3  | "Trust Your Gut"          | 5 de dezembro de 2017   | 1.2/4                | 6.62                   | 0.8         | 3.57                       | 2.0           | 10.19                        |
| 4  | "Naughty or Nice"         | 12 de dezembro de 2017  | 1.1/4                | 6.20                   | N/A         | N/A                        | N/A           | N/A                          |
| 5  | "Mountains and Molehills" | 2 de janeiro de 2018    | 1.5/6                | 6.96                   | N/A         | N/A                        | N/A           | N/A                          |
| 6  | "Ties That Bind"          | 9 de janeiro de 2018    | 1.4/6                | 6.92                   | 1.0         | 4.09                       | 2.4           | 11.01                        |
| 7  | "Over Troubled Water"     | 16 de janeiro de 2018   | 1.5/6                | 7.88                   | 0.9         | 3.67                       | 2.4           | 11.55                        |
| 8  | "Lemons and Lemonade"     | 23 de janeiro de 2018   | 1.3/5                | 6.85                   | 0.9         | 3.94                       | 2.2           | 10.80                        |
| 9  | "On Shaky Ground"         | 6 de fevereiro de 2018  | 1.5/6                | 7.36                   | 0.9         | 3.95                       | 2.4           | 11.31                        |
| 10 | "Down By Law"             | 27 de fevereiro de 2018 | 1.4/6                | 7.27                   | 1.0         | 4.00                       | 2.4           | 11.27                        |
| 11 | "Folie à Deux"            | 6 de março de 2018      | 1.4/5                | 7.03                   | 0.9         | 3.92                       | 2.3           | 10.94                        |
| 12 | "Born This Way"           | 20 de março de 2018     | 1.2/5                | 6.89                   | 0.9         | 3.85                       | 2.1           | 10.74                        |
| 13 | "Best Laid Plans"         | 27 de março de 2018     | 1.0/4                | 5.81                   | 0.9         | 3.93                       | 1.9           | 9.74                         |
| 14 | "Lock It Down"            | 3 de abril de 2018      | 1.1/4                | 6.19                   | 0.9         | 3.77                       | 2.0           | 9.95                         |
| 15 | "Devil in Disguise"       | 10 de abril de 2018     | 1.1/5                | 6.51                   | 1.0         | 3.93                       | 2.1           | 10.44                        |
| 16 | "An Inconvenient Truth"   | 17 de abril de 2018     | 1.2/5                | 6.31                   | 0.8         | 3.84                       | 2.0           | 10.14                        |
| 17 | "The Parent Trap"         | 24 de abril de 2018     | 1.0/4                | 6.15                   | 0.9         | 3.72                       | 1.9           | 9.88                         |
| 18 | "This Is Now"             | 1 de maio de 2018       | 1.0/4                | 5.84                   | 0.8         | 3.66                       | 1.8           | 9.50                         |
| 19 | "Crisis of Confidence"    | 8 de maio de 2018       | 1.1/4                | 5.85                   | 0.8         | 3.78                       | 1.9           | 9.63                         |
| 20 | "The Tipping Point"       | 15 de maio de 2018      | 1.0/4                | 5.62                   | 0.8         | 3.73                       | 1.8           | 9.35                         |

## Lançamento em DVD
| Chicago Med – Season Three                                                                           | | |                           |                           |                           |
| Detalhes do DVD                                                                                      | Detalhes do DVD                                                                                      | Detalhes do DVD                                                                                      | Características Especiais | Características Especiais | Características Especiais |
| - 20 episódios - 5 discos - Áudio em Inglês (Dolby Digital 5.1 Surround) - Legendas: Inglês, Francês | - 20 episódios - 5 discos - Áudio em Inglês (Dolby Digital 5.1 Surround) - Legendas: Inglês, Francês | - 20 episódios - 5 discos - Áudio em Inglês (Dolby Digital 5.1 Surround) - Legendas: Inglês, Francês | - Não possui              | - Não possui              | - Não possui              |
| Datas de lançamento                                                                                  | | |                           |                           |                           |
| Região 1                                                                                             | Região 1                                                                                             | Região 2                                                                                             | Região 2                  | Região 4                  | Região 4                  |
| 28 de agosto de 2018                                                                                 | 28 de agosto de 2018                                                                                 | 17 de setembro de 2018                                                                               | 17 de setembro de 2018    | 25 de março de 2019       | 25 de março de 2019       |